# Ян Юй
Ян Юй (кит. 杨雨, пін. Yáng Yǔ, 6 лютого 1985) — китайська плавчиня, олімпійська медалістка.

## Виступи на Олімпіадах
| Олімпіада   | Дисципліна                            | Місце |
| ----------- | ------------------------------------- | ----- |
| Сідней 2000 | плавання на 200 метрів вільним стилем | 17    |
| Сідней 2000 | естафета 4 × 100 вільним стилем       | 9     |
| Сідней 2000 | естафета 4 × 200 вільним стилем       | 9     |
| Афіни 2004  | плавання на 200 метрів вільним стилем | 15    |
| Афіни 2004  | естафета 4 × 100 вільним стилем       | 8     |
| Афіни 2004  | естафета 4 × 200 вільним стилем       | 2     |
| Пекін 2008  | естафета 4 × 200 вільним стилем       | 2     |